# Galaxia din Războiul stelelor
Galaxia din Războiul stelelor este împărțită în mai multe regiuni. Regiunile pot fi grupate în două categorii: Marele Nucleu și de frontieră. 

## Marele Nucleu
Marele Nucleu cuprinde, din interior spre exterior, Nucleul Dens  (Deep Core), Lumile centrale (Core Worlds), Coloniile (The Colonies) și Granița Interioară  (Inner Rim). Nucleul Dens a fost periculos de navigat și a fost în mare parte abandonat de exploratorii galactici. În centrul său se afla o gaură neagră supermasivă antică care lega galaxia. Lumile centrale reunesc principalele planete politice și/sau culturale. Coloniile sunt din punct de vedere politic chiar sub Lumile Centrale, înconjurate geografic de colonii. Granița Interioară reprezintă marginea originală a Republicii Galactice, unde valurile de expansiune s-au oprit timp de multe generații.

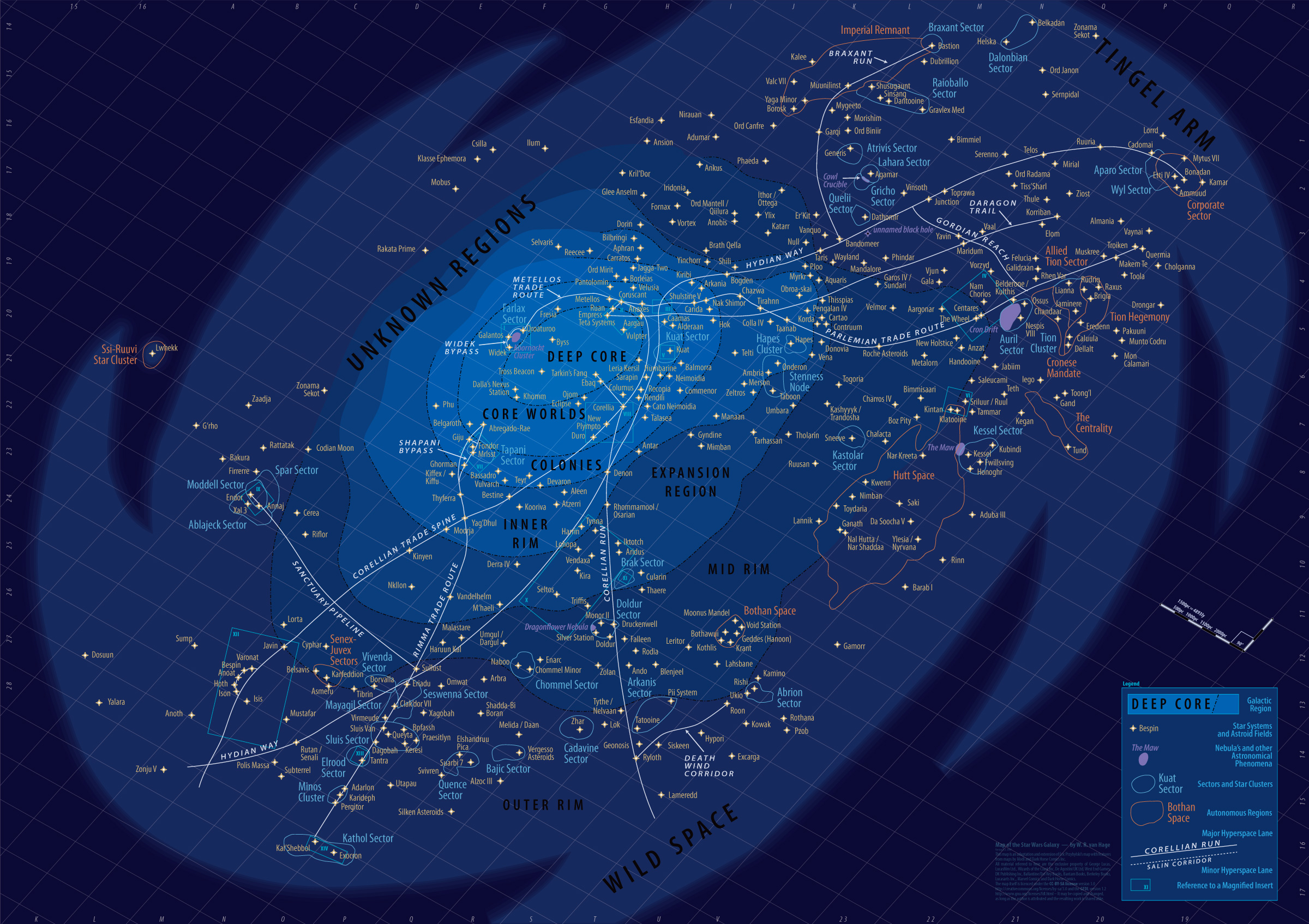
Galaxia din Războiul stelelor

## Sectoarele din Războiul stelelor
Sectoarele din Războiul stelelor:
| - Ablajeck - Abregado Rae - Abrion - Alderaan - Allied Tion - Ansuroer - Antemeridian - Anthos - Aparo - Arkanis - Atrivis - Auril - Altyr - Bajic - Bestine - Bespin - Bormea - Bothan - Bothawui - Brak - Braxant - Byss - Cadavine - Castell - Cerea - Chommell - Concord Dawn - Periphery | - Corporate - Corellia - Coruscant - Dalonbian - Darpa - Dagobah - Dantooine - Dathomir - Doldur - Dromund Kaas - Duro - Dorval - Endor - Falleen - Farlax - Felucia - Gamorr - Geonosis - Gordin Reach - Gricho - Halla - Hapes - Haruun Kal - Hoth - Hutta - Hypori - Illum - Juvex | - Kalarba - Kalee - Kamino - Kashyyyk - Kastolar - Kathol - Kessel - Kuat - Korriban - Kor-uj - Lahara - Lytton - Maramere - Malastare - Mandalore - Mayagil - Meridian - Metalorn - Moddell - Mon Calamari - Muunilinst - Mygeeto - Naboo - Nal Hutta - Nar Shadda - Nilgaard - Ord Mantell - Orus | - Quelli - Quence - Raioballo - Rhen Var - Rishi - Senex - Sern - Sesswenna - Sluis - Spar - Subterrel - Sulorine - Taanab - Tatooine - Tapani - Tharin - Thisspias - Tion Cluster - Toydaria - Tython - Utapah - Vivenda - Wyl - Xappyh - Yaga-Minor - Apatros - Raxus Prime - Helo Prime] |

## Planete din Războiul stelelor

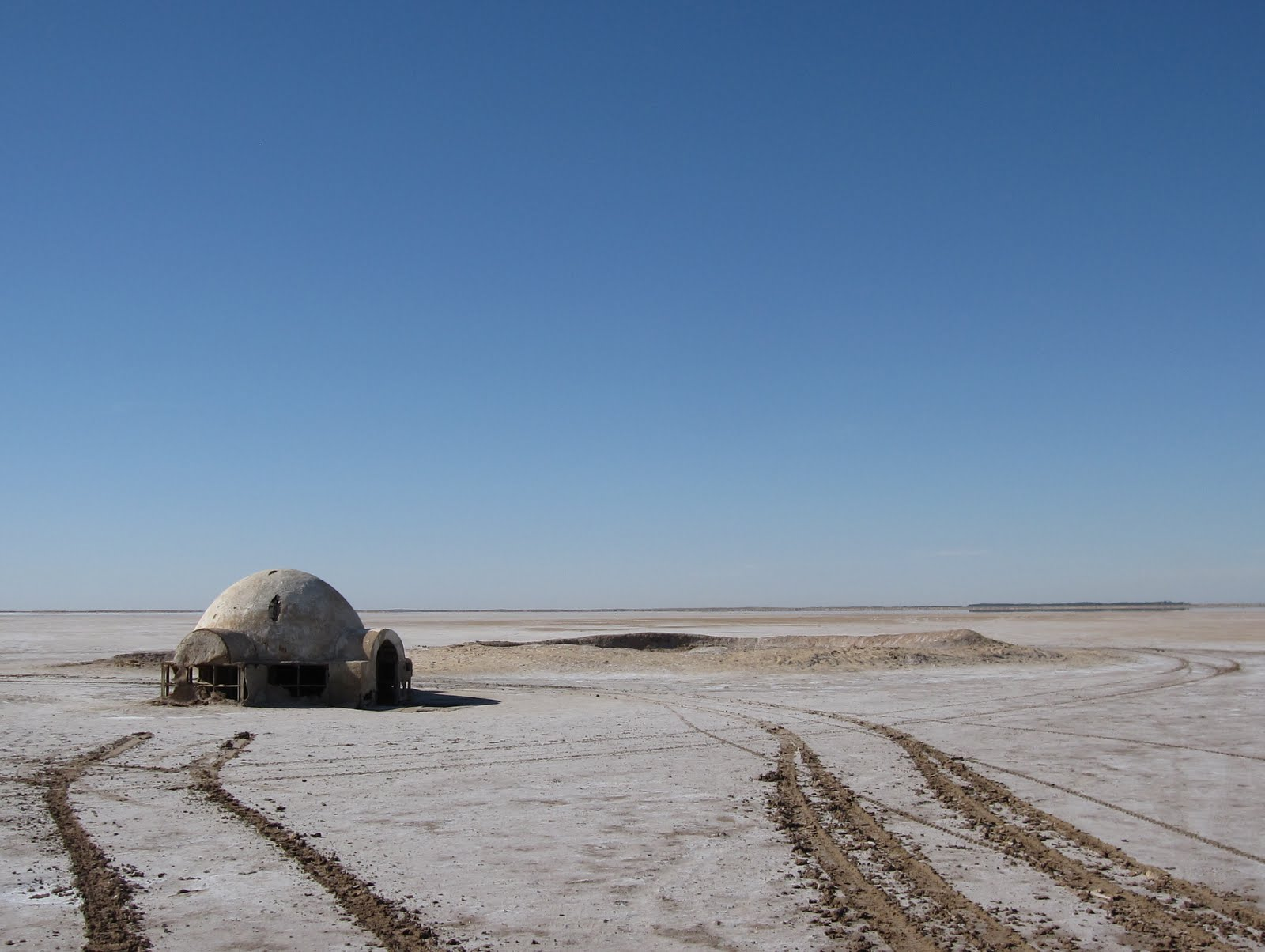
Scenele care au loc pe planeta Tatooine au fost filmate în Tunisia

- Alderaan
- Bespin, planetă gazoasă
- Coruscant
- Dagobah
- Endor
- Geonosis
- Hoth
- Jakku
- Kashyyyk
- Lothal
- Mandalore
- Moraband
- Mustafar
- Naboo
- Pillio
- Rugosa
- Tatooine, planetă deșert[1]
- Vardos[2]
- Yavin, gigant gazos
- Zeffo[3]

## Legături externe
- Star Wars Databank
- Category:Planets la Wookieepedia: un wiki Războiul stelelor
- Completely Unofficial Star Wars Encyclopedia